# Isaac de Razilly
Isaac de Razilly o de Rasilly (Roiffé, 1587 – La Have, 1635) è stato un navigatore francese e colono dell'Acadia.
Figlio di François de Razilly e Catherine de Valliers, Isaac de Razilly fece carriera nella marina francese. Nel 1625 fu ferito a un occhio durante un'azione militare contro gli ugonotti a La Rochelle. Nel 1627 fu uno dei soci fondatori della Compagnia dei Cento Associati.
All'inizio del 1632 Razilly venne nominato dal cardinale Richelieu luogotenente generale della Nuova Francia, ma rifiutò l'incarico. Il 27 marzo dello stesso anno si accordò con Richelieu di prendere possesso dellAcadia. Una commissione, data il 10 maggio 1632, concedeva a Razilly l'autorità necessaria per intraprendere questa spedizione. La Compagnia voleva che Razilly iniziasse a colonizzare l'Acadia concedendogli il monopolio sul commercio delle pellicce. La Compagnia fornì una nave armata e diecimila livres per la spedizione in Acadia. Il 19 maggio Razilly venne nominato luogotenente della Nuova Francia. Per la spedizione in Acadia vennero affittate tre navi e, oltre a soldati e marinai, venne reclutate una dozzina di famiglie di coloni. La spedizione partì dal porto di Auray il 23 luglio 1632. La spedizione arrivò l'8 settembre. Razilly scelse La Have (nell'attuale Nuova Scozia) per costruire il suo quartier generale.
Quando i lavori per la costruzione della colonia erano a un buon punto, nel dicembre del 1632 Razilly riuscì a riprendere pacificamente Port-Royal, presso l'odierna Annapolis Royal, all'epoca occupato dagli inglesi. Preoccupato a fondare la colonia su basi solide, Razilly ordinò ad alcuni uomini di dissodare i terreni dell'Acadia. Oltre a questo Razilly intraprese altri progetti importanti tra cui la creazione di un porto per la pesca. Tuttavia Rzilly si rendeva conto che la tratta delle pellicce poteva permettere alla colonia di progredire. In alcune lettere indirizzate a Richelieu, Razilly raccontava dell'Acadia che era una "terra benedetta".
Nel 1634 Razilly chiese del denaro per affittare cinque navi, due destinate per trasportare le pellicce, mentre le altre tre per il merluzzo. Intanto ordinò la costruzione di Fort François a Canseau. Nel 1635 Razilly riuscì a fermare una rivolta capeggiata da Jean Thomas. Sempre nel 1635 ordinò la spedizione comandata da Charles de Menou d'Aulnay che aveva lo scopo di scacciare gli inglesi dal Forte Pentagoet. La postazione venne conquistata nel mese di agosto.
Nella seconda metà del 1635 l'autorità francese in Acadia era stata restaurata grazie al buon lavoro di Razilly, ma morì improvvisamente nel dicembre dello stesso anno. Dopo la sua morte, la carica di luogotenente passò al fratello Claude, il quale impossibilitato a venire in Acadia, delegò l'incarico a Menou d'Aulnay.